# Картофель по-бомбейски
Картофель по-бомбейски (англ. Bombay potato, также Bombay aloo или aloo (alu) Bombay) — индийское блюдо, приготовленное из картофеля, который нарезают кубиками, варят или пропаривают, а затем обжаривают и приправляют различными специями, такими как тмин, карри, чеснок, гарам масала, куркума, семена горчицы, порошок чили, соль и перец. Иногда в качестве ингредиентов используются лук, помидоры и томатный соус.
Картошку по-бомбейски также можно подавать в качестве гарнира, а не как основное блюдо.
Подаётся к любому индийскому блюду, но особенно часто с карри из курицы или овощей.